# Paşaköy, Bahçesaray
Paşaköy là một xã thuộc thành phố Bahçesaray, tỉnh Van, Thổ Nhĩ Kỳ. Dân số thời điểm năm 2011 là 70 người.